# Limited addiction
「Limited addiction」（リミテッド アディクション）は、東京女子流の2ndオリジナルアルバム。2012年3月14日にavex traxから発売された。

## 概要
11曲を収録。Type-A（初回生産限定版、CD+DVD）、Type-B（CD＋DVD）、Type-C（CD）の3種類発売。このアルバムタイトルのツアーを2012年のゴールデンウィークに行った。
このアルバムの発表記者会見を同年2月4日に行い、収録曲「眩暈」にバニラビーンズが参加していることを発表した。

## 収録曲
1. Intro
2. Sparkle（=TGS20）
作詞：Chihiro Kurosu（黒須チヒロ）、作曲：Hiroshi matsui、コーラス：TGS、Yoshiyasu Satake、Anna、Toshio Fujiwara
3. W.M.A.D（=TGS12）
作詞：Shizune Suzuki、作曲：Sho Watanabe、コーラス：Hitomi Arai
4. Regret.（=TGS16）
作詞：Chihiro Kurosu（黒須チヒロ）、作曲：SAEKI youthK、コーラス：Anna、Toshio Fujiwara
5. 僕の手紙（=TGS15）
作詞・作曲：Norihiko Machida
6. Don't Be Cruel（=TGS14）
作詞：Akiko Watanabe、作曲：Jun Abe、コーラス：Ayano Konishi、Hitomi Arai、Anna、Toshio Fujiwara
7. Liar（=TGS17）
作詞：Aya Harukazu、作曲：Asiatic Orchestra（Vanir）、コーラス：Hitomi Arai、Mei Shoji、Toshio Fujiwara
8. Rock you!（=TGS18）
作詞：Chihiro Kurosu（黒須チヒロ）、作曲：Yuuki Odagiri（Vanir）、コーラス：Team TGS、Anna、Toshio Fujiwara
9. 眩暈 feat. バニラビーンズ（=TGS19）
作詞：Shizune Suzuki、作曲：earth pine productions..、コーラス：ellie、Toshio Fujiwara
10. Limited addiction（=TGS13）
作詞：Shizune Suzuki、作曲：Katsumi Onishi、コーラス：Ayano Konishi、Hitomi Arai、Anna、Toshio Fujiwara
11. 追憶（=TGS21）
作詞：Chihiro Kurosu（黒須チヒロ）、作曲：Asiatic Orchestra（Vanir）、コーラス：Ayano Konishi、Hitomi Arai、Anna、Toshio Fujiwara
12. Outro
13. Sparkle -Royal Mirrorball Mix- ※Type-Cのみに収録。
以上すべての曲の編曲：松井寛
14. We Will Win! -ココロのバトンでポ・ポンのポ〜ン☆-（=通番外）
作詞：Nobuhito Ikehata、作曲・編曲：Seikou Nagaoka、コーラス：Mi-yo、Anna

### DVD

#### Type-A
1. CONCERT*01『Limited addiction』のLIVE映像
（鼓動の秘密 / W.M.A.D / Don't Be Cruel / Liar / Love like candy floss）
2. おでかけムービーSpecial

#### Type-B
1. ミュージック・ビデオ
  1. サヨナラ、ありがとう。
ミュージック・ビデオ監督：福居英晃[2]
  2. Limited addiction
ミュージック・ビデオ監督：井上哲央[3]
  3. Liar
ミュージック・ビデオ監督：多田卓也[4]
  4. Rock you!
ミュージック・ビデオ監督：井上強[5]
2. メイキング映像〜2nd Album〜後編[6]